# 1805 في الولايات المتحدة
فيما يلي قوائم الأحداث التي وقعت خلال عام 1805 في الولايات المتحدة.

## سياسة

### تعيين في المنصب
- 1 يناير – ناثانييل بيتجر عضو جمعية ولاية نيويورك.
- 15 يناير – ناثانيل ميتشيل حاكم ولاية ديلاوير [الإنجليزية]‏.
- 2 مارس – روبرت سميث نائب عام الولايات المتحدة.
- 4 مارس – جيمس فينر عضو مجلس الشيوخ الأمريكي.
- 8 نوفمبر – جون أدير عضو مجلس الشيوخ الأمريكي.
- 7 ديسمبر – وليام هنري كابيل حاكم فرجينيا [الإنجليزية]‏.

### انتهاء فترة المنصب
- 1 مارس – وليم تشارلز كول كليبورن حاكم ميسيسيبي [الإنجليزية]‏.
- 3 مارس – أوغسطس قيصر رودني عضو مجلس النواب الأمريكي.
- 7 أغسطس – روبرت سميث نائب عام الولايات المتحدة.

## مواليد

### فبراير
- 3 فبراير – صامويل كورتيس سياسي أمريكي.
- 21 فبراير – ديفيد تود سياسي أمريكي.

### مارس
- 28 مارس – سيرز كوك ووكر عالم فلك أمريكي.

### نوفمبر
- 23 نوفمبر – جوزيف بنكوست
- 25 نوفمبر – وليام بالارد بريستون سياسي أمريكي.

### ديسمبر
- 10 ديسمبر – وليم لويد غاريسون صحفي أمريكي.
- 23 ديسمبر – جوزيف سميث

## وفيات

### فبراير
- 4 فبراير – جون سلوس هوبارت (مواليد 1738) سياسي أمريكي.